# Лора Айкін
Лора Айкін (нар. 20 червня 1964, Баффало, США) — американська оперна співачка (сопрано). 

## Біографія
Лора Айкін народилася 20 червня 1964 року у Баффало. Вперше виступила на оперній сцені у п'ятнадцятирічному віці. Айкін виступає на найпрестижніших оперних сценах.